# Universalöversättare
Universalöversättare är en fiktiv uppfinning i många litterära verk, men troligen mest förknippad med TV-serien Star Trek. Den uppträdde för första gången i Murray Leinsters novell "First Contact", från 1945.

## Allmänt
Syftet med översättaren i praktiskt taget all fiktion där den förekommer är att snabbt översätta verbala språk, så att parterna kan föra ett normalt samtal, obehindrat av språkskillnaderna. Att vid varje nytt möte med en främmande art eller kultur behöva tillbringa dyrbar TV-tid på att brottas med översättning skulle bli alltför repeterande. Apparaten fungerar därmed som en mycket bekväm berättarteknik som för handlingen framåt.
I regel är universalöversättare momentala, men i en del fall sker det inledningsvis en viss fördröjning till dess översättaren har hunnit behandla nog med information. I andra situationer har datorer fått analysera databaser eller radiosändningar från utomjordingarna en tid innan en första kontakt tas.
Emellanåt ignorerar författarna helt språkdilemmat och berör inte ämnet överhuvudtaget. I stället talar alla engelska med varandra utan någon förklaring, vare sig logisk eller ologisk. Men även när översättare finns tillgängliga så rör sig allas munnar nästan alltid i synk med de översatta orden (engelska) och inte enligt originalspråken. Det ter sig också märkligt att det enda uttalet som hörs är översättningen. Kanske absorberar maskinen originalljudet på något sätt. I vilket fall som helst så medför universalöversättaren att behovet av besvärliga och omfattande undertexter försvinner. Dessutom avlägsnas det ganska osannolika antagandet att universums alla civilisationer lär sig engelska i sina skolor.

## Fiktiva skildringar

### Liftarens guide till galaxen
Utomjordingarna i Liftarens guide till galaxen använder Babelfiskar. Översättaren är ovanligt nog ingen maskin, utan en högst levande liten gul fisk.

### Stargate
I TV-serierna Stargate SG-1 och Stargate Atlantis används ingen översättare och de flesta kulturerna på andra planeter talar engelska. Skaparna av serierna har själva medgivit att anledningen är att undvika att tillbringa dyrbar TV-tid på att se karaktärerna lära sig nya språk. Tidiga avsnitt av SG-1 gjorde dock vissa försök, men författarna insåg snabbt svårigheterna i att skriva in sådana processer i handlingen.

Ett anmärkningsvärt undantag till denna regel är Goa'uld, som stundtals talar sitt eget språk sinsemellan eller när de ger order till sina jaffa, som deras soldater kallas. Detta är aldrig undertextat, men ibland ger en tredje karaktär (oftast Teal'c eller Daniel Jackson) en översättning, till synes till gagn för de mänskliga karaktärerna i närheten som inte talar goa'uld. Även asgard visar sig ha ett eget språk, som låter påfallande likt en blandning av de nordiska språken, fast förvrängt. Deras skrivna språk liknar vikingarnas runskrift eller hebreiska.

I den ursprungliga Stargate-filmen tog det emellertid Daniel Jackson ganska lång tid att lära sig abydoniernas språk, vilket är närbesläktat med forntida egyptiska.

### Star Trek
I Star Trek uppfanns universalöversättaren som människorna använder strax före 2151. Den översätter i princip alla tänkbara språk i realtid. Genom att även ta hänsyn till betoning och individuella röstegenskaper upplever lyssnaren att det faktiskt är talaren som talar samma språk. Utan tvekan är universalöversättaren främst ett berättartekniskt verktyg så att varje avsnitt slipper handla om språkförbistring. Serien Star Trek: Enterprise utgör ett undantag, översättaren där är fortfarande experimentell och inte lika felfri som i de andra serierna, som utspelar sig senare. Apparaten kompletteras i stället av Hoshi Sato, ett lingvistiskt geni som inte sällan är tvungen att försöka lära sig helt främmande tungomål på kort tid.

Den faktiska översättaren som människorna och de andra arterna i Starfleet använder är en handhållen anordning med en knappsats och display, som en kommunikatör kan fästa vid toppen. I takt med att tekniken utvecklades så byggdes översättaren in i emblem som fästes på kläderna eller i kommunikationssystemen i rymdfarkosterna. Till skillnad från praktiskt taget all annan form av federationens teknik i Federationen så gick översättaren i stort sett aldrig sönder. Trots att de var väldigt utbredda under captain Kirks tid (besättningen kommunicerade ofta med arter som knappast talade engelska), är det ett mysterium var och hur apparaterna bars med av personal från den tiden. Observera att universalöversättare har utvecklats på många olika världar, oberoende av varandra. Så människorna har inte på något sätt monopol på uppfinningen.
Trots att andra arter rutinmässigt förstår det klingonska språket med hjälp av översättarna så använder de ibland ord och fraser som förblir oöversatta, vilket antyder att klingonerna rutinmässigt använder minst två språk, ett som översättaren kan hantera och ett annat som den inte kan. Alternativt är översättaren kapabel att tolka intentioner, så när en talare avser att förmedla sitt originalspråk så framträder deras tal oöversatt. Problemet vore då att risken för missbruk är överhängande, ifall talaren konstant avser att motparten inte ska förstå talaren. En tredje möjlighet är att klingonerna normalt talar engelska, och endast stundtals använder klingon.
Vid vissa tillfällen misslyckades universalöversättaren. Exempelvis så var den i stånd att översätta tamarianernas ord till engelska utan problem i Star Trek: The Next Generation-avsnittet Darmok. Däremot så talade tamarianerna konstant i historiska, metaforiska antydningar, något som översättaren inte kunde hjälpa människorna att förstå. Översättaren skulle alltså ha behövts programmeras med ytterligare en nivå av dechiffrering. Ett annat språk som översättaren hade problem att avkoda var det hos skrreeanerna. Flera timmar krävdes för att registrera och analysera språket innan en korrekt mall för översättning skapades.
Bearbetning av språk under kommunikation med hjälp av universalöversättaren kunde detekteras i en del fall. Kommendörerna Chekov och Uhura tvingades i Star Trek VI: The Undiscovered Country att återgå till att manuellt översätta sitt tal till klingon med hjälp av en pappersordlista för att i smyg ta sig över gränsen.

## Icke-fiktiva översättare
I verkligheten vore det naturligtvis omöjligt att universalöversättaren är kapabel att omedelbart översätta det första ord som yttras, på ett språk som den aldrig förut kommit i kontakt med. Även den mest fenomenala maskin behöver rimligtvis mer att gå på för att förstå ett helt språk, såvida inte någon utomstående kraft, som telepati är inblandad. Men även då kan det tyckas långsökt.
Teknikföretag strävar efter att utveckla en praktisk universell översättare för allmänt bruk.

Se taligenkänning, maskinöversättning och talsyntes för diskussioner om verkliga tekniker för naturlig språkbehandling.
Google har meddelat att man utvecklar en översättare. Med hjälp av ett system för röstigenkänning och en databas, kommer en robotliknande röst recitera översättningen till önskat språk.

Googles uttalade mål är att översätta hela världens information. Roya Soleimani, en talesman för Google, sade under en intervju 2013, som demonstrerar översättningsappen på en smartphone: "Du kan ha tillgång till världens språk rätt i din ficka... Målet är att bli den ultimata Star Trek-datorn."

Den amerikanska armén har redan utvecklat en tvåvägs översättare för användning i Irak. Det rör sig alltså om verbal kommunikation i realtid. TRANSTAC (Spoken Language Communication and Translation System for Tactical Use) fokuserar emellertid enbart på arabisk-engelsk översättning.

Men efter fem år avslutade den amerikanska armén 2011 TRANSTAC-programmet. Maskinen opererade med en 80-procentig noggrannhet, vilket inte räckte för att vara tillräckligt användbar. Efterföljarna DARPA och BOLT (Broad Operational Language Translation) väntas bli ännu effektivare.

VoxOx, en kommunikationsprogramvara, lanserades 2010, som en tvåvägs översättningstjänst för snabbmeddelanden, SMS, e-post och sociala medier med titeln VoxOx Universal Translator. Den gör det möjligt för två personer att kommunicera direkt med varandra när båda skriver i var sitt modersmål.
Microsoft kom i maj 2014 ett steg längre mot en universalöversättare med sin Internetbaserade programvara Skype, som funnits sedan 2003. Med Skype är det nu möjligt att säga en mening på engelska, varav en automatiserad röst i princip omedelbart översätter orden till tyska för mottagaren. Från tyska till engelska fungerar också. Företaget planerar att lansera en testversion, kallad Skype Translator, till Windows 8 senare under året. Det framgår ännu inte om tjänsten kommer att erbjudas gratis eller om användarna behöver betala en avgift.

## Källhänvisningar
1. ↑  "Hic Rhodus, His Salta" av Robert Silverberg, Asimov's Science Fiction, januari 2009, sida 6.
2. ↑  The Hitchhiker’s Guide to the Galaxy: Fit the First, BBC Radio 4-program, sänt 8 mars 1978
3. ↑  ”The Stargate FAQ”. Gateworld. Arkiverad från originalet den 20 juli 2008. https://web.archive.org/web/20080720205227/http://www.gateworld.net/the_stargate_faq.shtml#general.1. Läst 7 juni 2014.
4. ↑  ”Asgard language”. Stargate Wiki. Arkiverad från originalet den 14 juli 2014. https://web.archive.org/web/20140714200939/http://stargate.wikia.com/wiki/Asgard_language. Läst 7 juni 2014.
5. ↑  ”English”. Stargate Wiki. http://stargate.wikia.com/wiki/English. Läst 7 juni 2014.
6. 1 2 3 4  ”Universal Translator”. Memory Alpha. http://en.memory-alpha.org/wiki/Universal_translator. Läst 7 juni 2014.
7. ↑  ”'Tower of Babel' translator made”. BBC News. http://news.bbc.co.uk/2/hi/health/6083994.stm. Läst 7 juni 2014.
8. ↑  ”Google's Next Venture: Universal Translator”. PCWorld. Arkiverad från originalet den 14 juli 2014. https://web.archive.org/web/20140714114057/http://www.techhive.com/article/188777/googles_next_venture_universal_translator.html. Läst 7 juni 2014.
9. ↑  ”From Babel to Star Trek: The Quest for Translation”. KQED. http://www.californiareport.org/archive/R201308050850/b#sthash.sib90ihU.dpuf. Läst 7 juni 2014.
10. ↑  ”US Army Develops Automatic Translators for Iraq Soldiers”. Softpedia. http://news.softpedia.com/news/US-Army-Wants-Automatic-Translators-for-Iraq-Soldiers-60817.shtml. Läst 7 juni 2014.
11. ↑  ”Why Computers Still Can’t Translate Languages Automatically”. The Slate Group. http://www.slate.com/articles/technology/future_tense/2012/05/darpa_s_transtac_bolt_and_other_machine_translation_programs_search_for_meaning_.html. Läst 7 juni 2014.
12. ↑  ”VoxOx Adds Native Translation to Differentiate from Skype”. QuinStreet Inc. http://www.eweek.com/c/a/VOIP-and-Telephony/VoxOx-Adds-Native-Translation-to-Differentiate-From-Skype-Google-Voice-575273/. Läst 7 juni 2014.
13. ↑  ”VoxOx Real-Time Language Translation For SMS/Chat/Email/Twitter Makes You Fluent Across the Globe”. Gizdomo. http://gizmodo.com/5472968/voxox-real-time-language-translation-for-smschatemailtwitter-makes-you-fluent-across-the-globe. Läst 7 juni 2014.
14. ↑  ”Microsoft Unveils Near-Real Time Language Translation For Skype”. Forbes. http://www.forbes.com/sites/parmyolson/2014/05/28/microsoft-unveils-near-real-time-language-translation-for-skype/. Läst 7 juni 2014.
15. ↑  ”Skype to get 'real-time' translator”. BBC. http://www.bbc.com/news/technology-27599373. Läst 7 juni 2014.